# Ulliga Ulla
Växten ulliga Ulla (Tradescantia sillamontana) är en himmelsblomsväxtart som beskrevs av Eizi Matuda. Ulliga Ulla ingår i tremastarblomssläktet som ingår i familjen himmelsblommeväxter. Inga underarter finns listade.

## Bilder

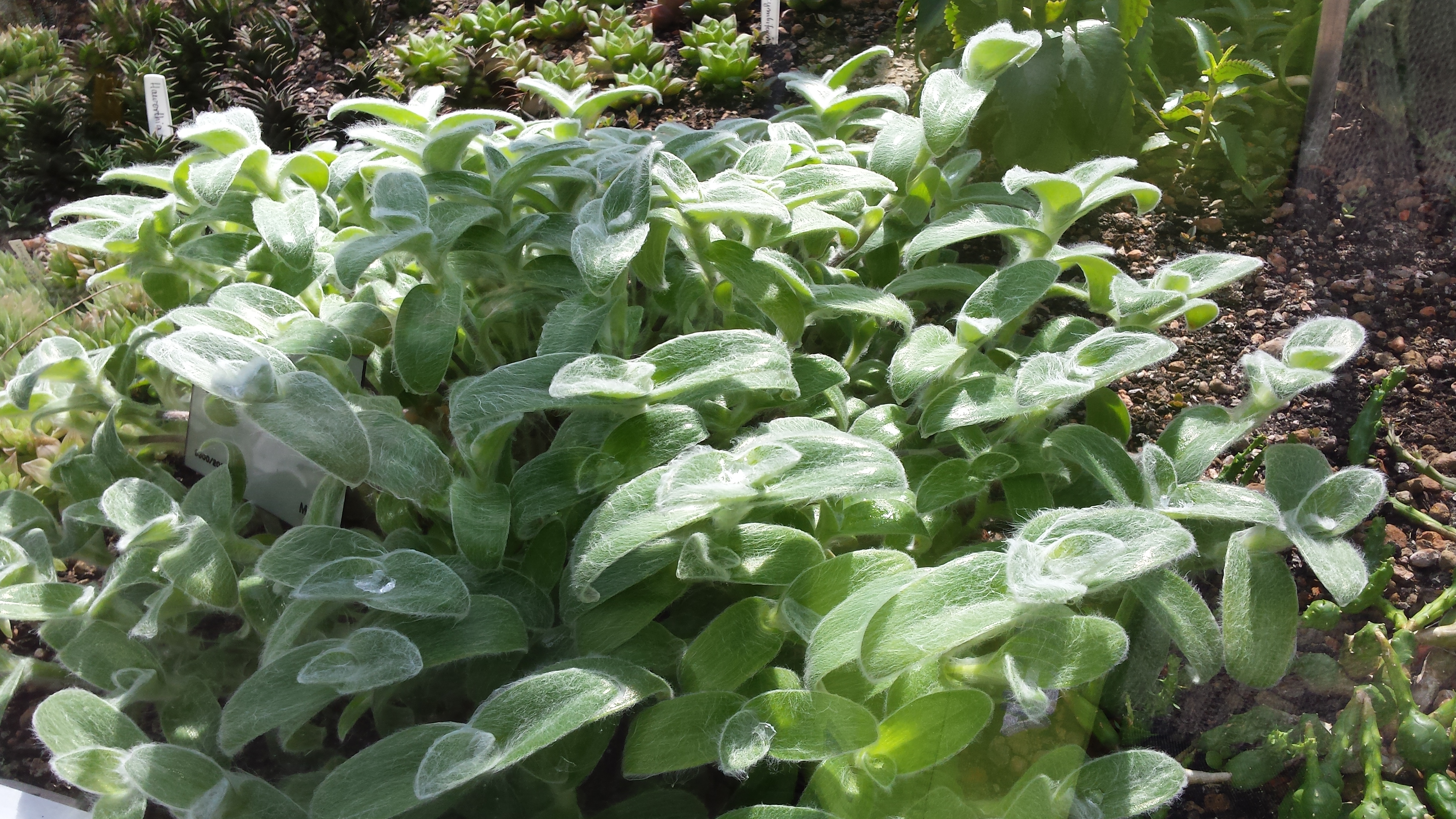
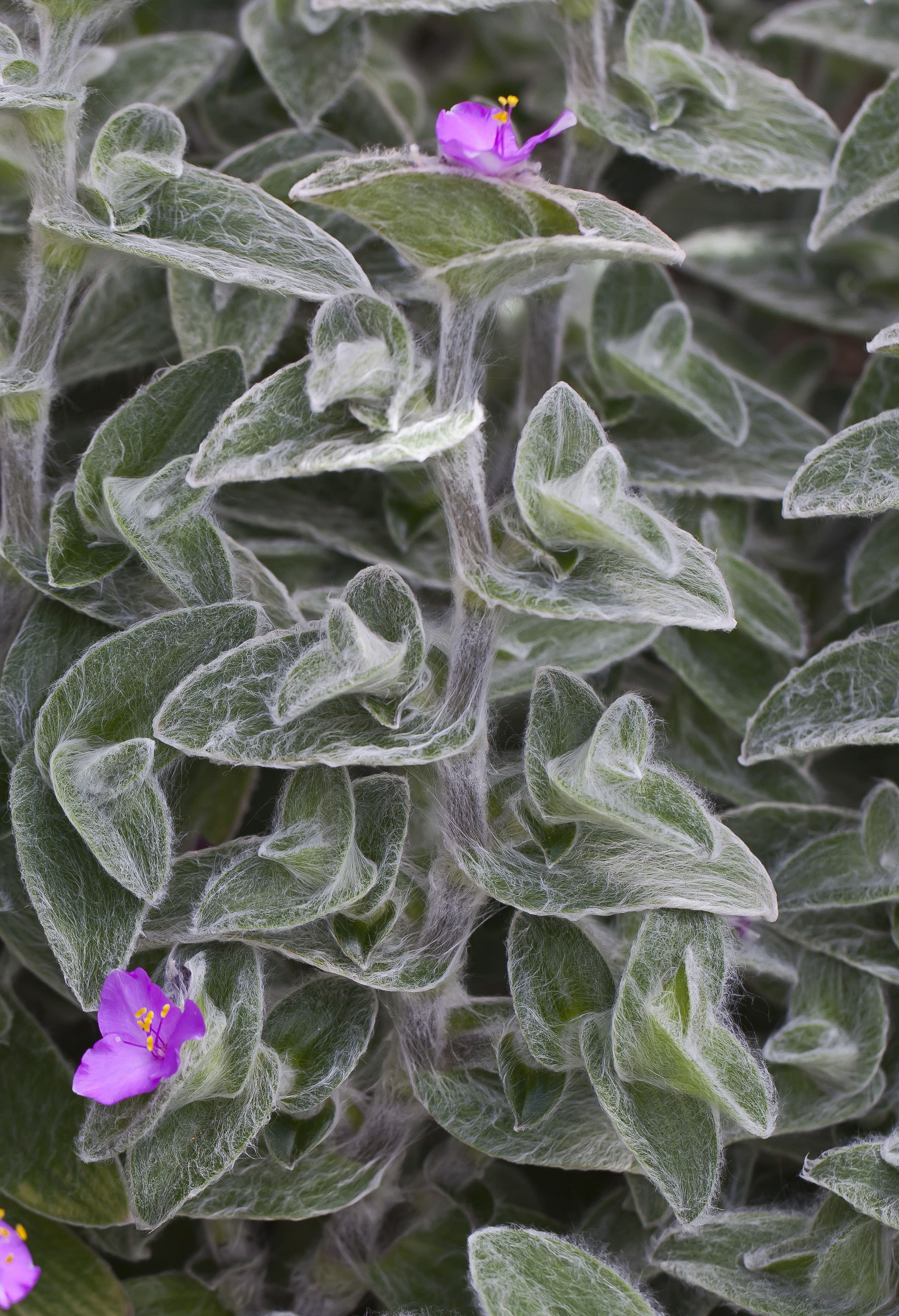
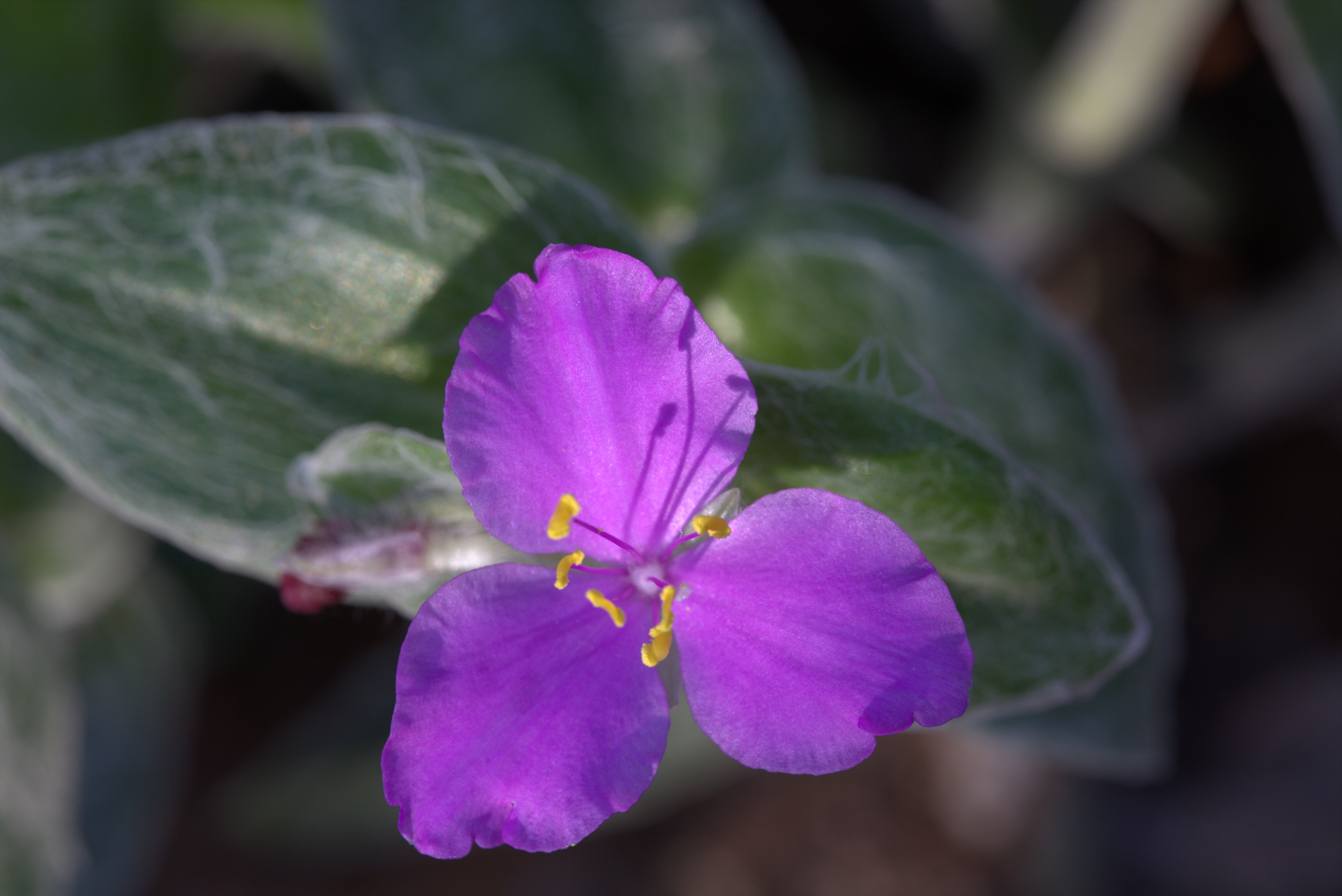